# Alice Ilgenfritz Jones
Alice Ilgenfritz Jones (Shanesville, 9 de enero de 1846-La Habana, 5 de marzo de 1906) fue una escritora estadounidense. Nacida en Ohio, pasó la mayor parte de su vida en Cedar Rapids, Iowa. Escribió ensayos de viajes para Lippincott's Monthly Magazine y varias novelas. Su obra más notable es la utopía feminista de 1893 Unveiling a Parallel, escrita junto a Ella Robinson Merchant, acreditándose a sí mismas como Two Women of the West («Dos mujeres del Oeste»).

## Biografía
Alice Ilgenfritz nació el 9 de enero de 1846 en Shanesville, Ohio. Sus padres fueron Henry Ilgenfritz y Anna Murray. Se mudaron a Clarksville, Iowa, en 1863; su padre comerciaba con muebles y en algún momento se convirtió en alcalde. Alice, que vivió en Cedar Rapids, Iowa, durante la mayor parte de su vida, fue a la escuela en el Seminario de Evansville en Evansville, Wisconsin.
Bajo el seudónimo de Ferris Jerome, escribió la novela High-Water Mark de 1879 publicada por J. B. Lippincott & Co.. El título hace referencia a un pueblo ficticio de la pradera donde tiene lugar la acción, pero el libro se parece más a una novela gótica que a una historia pionera. En los años siguientes, escribió más ficción y también relatos de viajes que se publicaron en Lippincott's Monthly Magazine. Describió viajes a los lagos de Minnesota y al Río Rojo del Norte. En 1884, se casó con Hiram Edward Jones, un comerciante de muebles en Cedar Rapids. Su marido era viudo y tenía una hija pequeña.

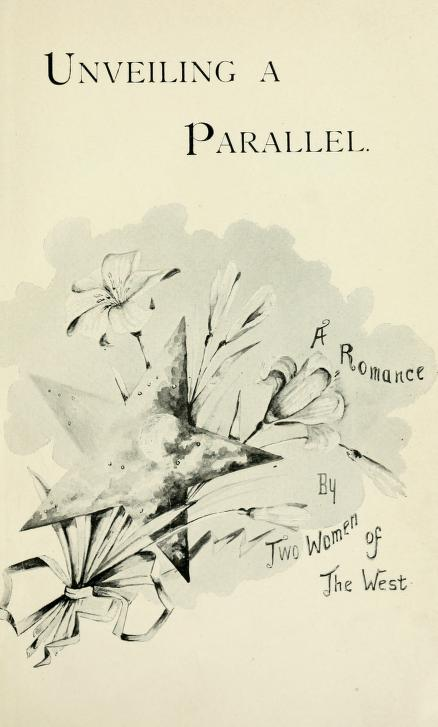
Portada de Unveiling a Parallel, 1893.

El siguiente trabajo publicado de Alice Jones fue la novela de ciencia ficción utópica de 1893 Unveiling a Parallel, escrita junto con Ella Robinson Merchant bajo el seudónimo conjunto Two Women of the West («Dos mujeres del Oeste»). El libro, ambientado en Marte, muestra dos sociedades donde hombres y mujeres son iguales. Se desconoce la motivación de Jones y Merchant, así como la medida de sus respectivas contribuciones al libro. En 1895, Jones publicó Beatrice of Bayou Têche, una historia sobre una esclava mestiza de piel clara que se embarca en una carrera artística después de ser liberada. El área de Nueva Orleans y los pantanos eran conocidos por Jones, quien visitaba regularmente a su hermana en Jennings, Luisiana. Su última novela fue The Chevalier de St. Denis, una novela histórica ambientada en el siglo XVIII. El 5 de marzo de 1906, durante unas vacaciones de seis semanas en Cuba con su esposo, Jones murió de una hemorragia cerebral. Fue enterrada en el cementerio de Oak Hill en Cedar Rapids.

## Recepción
La novela High-Water Mark de Jones de 1879 ha sido descrita como «la primera novela de Iowa» por el historiador literario Clarence Andrews. Fue incluida en una lista de autores de Iowa en 1890. Unveiling a Parallel de 1893 no fue ampliamente sujeta a reseñas y estuvo agotada y fue difícil de obtener durante casi un siglo. Duangrudi Suksang, una crítica de la reedición de 1991, la describió como una «obra feminista pionera». Otra crítica, Veronica Hollinger, mientras enumeraba el libro como uno de una «trilogía de obras significativas», encontró que «Jones y Merchant no son escritoras particularmente sofisticadas, y es poco probable que Unveiling a Parallel desplace a Matriarcadia de su posición como la clásica utopía feminista temprana». Según la reedición de 2001 de Beatrice of Bayou Têche, descrita por la crítica Joan Hall como «agotada hace mucho tiempo y rara vez discutida por los críticos literarios», Jones fue «la primera mujer blanca en tomar la intersección de raza, género, y la creatividad como tema principal». En el momento de la publicación, tanto Beatrice como The Chevalier de St. Denis recibieron reseñas positivas.